# Yoshida Brothers

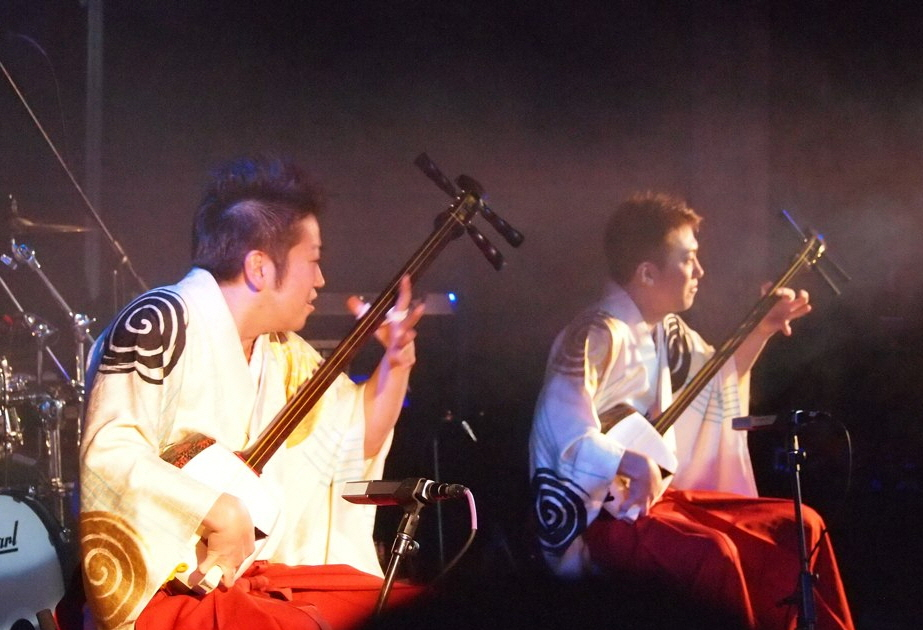
Yoshida Brothers (2012)

Die Yoshida Brothers (jap. 吉田兄弟, Yoshida kyōdai) sind japanische Shamisen-Musiker und veröffentlichten international schon mehrere Alben bei Domo Records. 1999 debütierten sie in Japan als Duo und haben seitdem auch weltweit eine gewisse Bekanntheit erlangt. Ihre Musik verbindet Shamisenmusik im Tsugarustil mit westlichen Instrumenten wie Gitarren und Schlagzeug.

## Mitglieder
Die Brüder Ryōichirō Yoshida (吉田 良一郎, Yoshida Ryōichirō; * 26. Juli 1977) und Ken’ichi Yoshida (吉田 健一, Yoshida Ken’ichi; * 16. Dezember 1979) stammen aus der Stadt Noboribetsu in der japanischen Präfektur Hokkaidō. Die beiden spielen schon von Kindesbeinen an die Shamisen. Anfangs bedienten sie sich des Minyō-Shamisenstils, ab 1989 studierten sie den Tsugaru-Shamisenstil unter der Leitung von Takashi Sasaki.

## Diskografie

### Alben
- 2003: Yoshida Brothers
- 2004: Yoshida Brothers II
- 2006: Yoshida Brothers III
- 2007: Hishou
- 2008: Best of Yoshida Brothers – Tsugaru Shamisen
- 2009: Prism
- 2014: Horizon
- 2020: The Yoshida Brothers: 20th Anniversary from Debut

### Alben (Japanisch)
- 1999: Ibuki
- 2000: Move
- 2002: Soulful
- 2003: Frontier (a.k.a. Yoshida Brothers 2005)
- 2004: Renaissance